# Giovanni Battista Deti
Giovanni Battista Deti (Ferrara, 16 febbraio 1580 – Roma, 13 luglio 1630) è stato un cardinale e vescovo cattolico italiano.

## Biografia
Nacque da una nobile famiglia imparentata con gli Aldobrandini e quindi con papa Clemente VIII. Ancora giovanissimo fu chiamato a Roma da Clemente VIII su richiesta del cardinale Pietro Aldobrandini.
Lo stesso papa Clemente VIII lo elevò al rango di cardinale nel concistoro del 3 marzo 1599. Il 17 marzo dello stesso anno Giovanni Battista, ancora diciannovenne, ricevette la diaconia di Sant'Adriano al Foro. Il 15 dicembre optò per la diaconia di Santa Maria in Cosmedin. Fino alla nomina del cardinale Silvestro Aldobrandini è stato il porporato italiano più giovane.
Partecipò ai due conclavi del 1605: sia al primo, che elesse papa Leone XI, sia al secondo, che scelse papa Paolo V.
Nel 1612 optò per l'ordine dei cardinali preti e per il titolo dei Santi Marcellino e Pietro.
Nel 1621 partecipò al suo terzo conclave, che elesse papa Gregorio XV.
Il 7 giugno 1623 optò per l'ordine dei cardinali vescovi ed ebbe la sede suburbicaria di Albano: era stato consacrato vescovo soltanto tre giorni prima. Nello stesso anno prese parte al conclave che elesse papa Urbano VIII.
Successivamente optò per diverse sedi suburbicarie: il 2 marzo 1626 per Frascati, il 9 settembre dello stesso anno per Porto e Santa Rufina, propria del vicedecano del Sacro Collegio, e infine il 20 agosto 1629 per Ostia e Velletri, propria del decano del Decano del collegio cardinalizio.
Morì a Roma e fu sepolto nella cappella Aldobrandini alla chiesa della Minerva.

## Genealogia episcopale
La genealogia episcopale è:
- Cardinale Juan Pardo de Tavera
- Cardinale Antoine Perrenot de Granvelle
- Cardinale Francisco Pacheco de Villena
- Papa Leone XI
- Cardinale Ottavio Bandini
- Cardinale Giovanni Battista Deti